# Jailbreak (album)
Jailbreak címmel jelent meg az ír Thin Lizzy hard rock zenekar hatodik nagylemeze 1976. március 26-án. A lemezt a Vertigo Records adta ki, az amerikai terjesztést pedig a Mercury Records végezte. Az album produceri munkálatait John Alcock végezte el, a dalok pedig a London városában található Ramport Stúdió-ban kerültek rögzítésre. Az album sorsfordító volt a zenekar pályafutásában egyrészt azért, mert itt kristályosodott ki a jellegzetes stílusuk, másrészt ezzel az albummal váltak ismertté az Amerikai Egyesült Államok területén is. Az amerikai áttörést a The Boys Are Back in Town kislemez hozta el, mely máig az együttes legnagyobb sikere a tengerentúlon, az emberek többsége ezzel a dallal azonosítja a zenekart. A dalért 1976-ban megkapták a "legjobb kislemeznek" járó díjat az angol New Musical Express szaklaptól. A címadó dal szintén megjelent kislemezen, maga az album pedig Angliában és Amerikában is aranylemez minősítést kapott. 2011-ben újrakiadást kapott az album, a kétlemezes kiadvány második korongján alternatív dalverziók és élő felvételek kaptak helyet.

## Háttér
Mivel a zenekar kislemezre szánt dalai nem arattak sikert, a Vertigo Records egy utolsó lehetőséget ajánlott fel a zenekarnak, hozzátéve, hogy egy ismert slágert kellene feldolgozniuk. Az ötlet sem a zenekarnak, sem Chris O' Donnell menedzsernek nem tetszett. Közben a zenekar egy Buckinghamshire-ben található stúdióban írt dalokat és kezdett el ötleteket gyűjtögetni. A zenekar ezt követően John Alcock producerrel 1976 elején már a The Who stúdiójában a Ramport Stúdió-ban folytatta a munkát. A London-ban zajló felvételek az év februárjáig tartottak, meglehetősen feszült légkörben, mivel Robertson és Gorham neheztelt a producerre a megfeszített munkatempó miatt. Sem a gitárrészeik kidolgozása, sem a gitárhangzás kialakítása kapcsán nem kaptak kellő támogatást a szakembertől, Gorham elmondása szerint nem igazán érdekelte a producert a gitárok megszólalása.
Első kislemeznek a Running Back című Lynott szerzeményt szánta a zenekar, attól félve, hogy esetleg a The Boys Are Back in Town túlságosan kemény lesz a rádiók számára. Lynott és Alcock úgy döntött, hogy a siker érdekében stúdiózenészeket hívnak meg, így a Running Back dalban Tim Hinkley működött közre billentyűs hangszereken. Robertson ellenezte az ötletet, neki jobban tetszett a dal eredeti bluesos megközelítése. Elmondása szerint felesleges pénzkidobás volt fizetni Hinkley gázsiját, csalódottságában nem is vett részt a dal feljátszásában, igaz a borítóra végül Hinkley neve sem került fel. Végül Chris O' Donnell javaslatára a The Boys Are Back in Town lett az albumot felvezető dal. A menedzserrel ellentétben a zenekar  nem várt túl sokat a szerzeménytől, eredetileg fel sem akarták rakni a lemezre. Amikor Gorham megtudta hogy Donnell kislemez slágernek szánja a dalt majdnem kiröhögte. Elmondása szerint „játszogattuk párszor, és az egyik menedzserünk a buli után azt mondta, hogy arra az új dalra érdemes lesz odafigyelni. Azt sem tudtam, miről beszél, és amikor rájöttem, hogy melyik számra gondol, majdnem kiröhögtem.”
Donnell a kész lemezanyaggal ment a kiadóhoz, ott azonban értetlenség fogadta, miszerint „azt voltak képesek mondani, hogy nincs rajta sláger. És még hozzátették azt is, hogy maximum a Romeo and the Lonely Girl-ben látnak némi potenciált, de azt is ki kéne egészíteni fúvósokkal, és át is kéne keverni.”
A brit részleg negatív hozzáállása miatt Donnell az USA-ba repült, ahol az a Mike Bone segédkezett neki, aki korábban a Fighting albumot is promotálta a tengerentúlon. A The Boys Are Back in Town először Amerikában jelent meg és lett sikeres, a Billboard Hot 100 kislemezlistáján a 12. helyre került. Ennek hatására az együttes koncertbevétele három hónap alatt a tízszeresére növekedett, a sikert látván a kiadó brit részlege az Egyesült Királyságban is kiadta a dalt ahol a 8. lett, Írországban pedig egyenesen a lista tetejére került. Az együttes legnépszerűbb felvételének számító dal meghozta a zenekar számára a nemzetközi ismertséget, amit a rádiós játszásnak köszönhetően sok olyan ember is ismer, akik nem hallottak a zenekarról. Az együttes a zenészek elismerését is kivívta, Bob Geldolf azt nyilatkozta a dalról, hogy ott van a TOP5 rock and roll szám között.
Az album végül 1976 márciusában jelent meg és az előrendelések alapján is jól fogyott. Angliában és Amerikában is aranylemez minősítést kapott, a megjelenést követően pedig a korábbiaknál jóval kedvezőbb koncertajánlatoknak tehetett eleget a zenekar. A borítót az a Jim Fitzpatrick készítette akivel a zenekar az előző albumon is dolgozott. Lynott nagy rajongója volt a Világok harcának, ezért hasonló hangulatú festményt várt a grafikustól, amelyben a Marvel kiadványok képi világa is megjelenik. A frontra végül egy tévéképernyő került, benne a menekülő zenészekkel, habár Fitzpatrick elmondása szerint ekkoriban még nem tudott alakokat rajzolni, ezért a zenekari tagok csak nehezen ismerhetőek fel.
Az album kiadása után az Egyesült Államokban indultak turnéra, ahol jelentős tömegek előtt léphettek fel az Aerosmith, a Rush és a REO Speedwagon előzenekaraként. 1976 nyarán a Rainbow előzenekaraként játszottak az Államokban,  ahol a Thin Lizzy legalább annyi embert vonzott be a koncertekre, mint a fő attrakció. A Rainbow technikusai szándékosan lehúzták az előzenekar hang és fénytechnikáját, ezért pár fellépés után a Thin Lizzy lemondta a további koncerteket. Valójában azonban Lynott hepatitis fertőzése állt a háttérben. Az orvosok javaslatára fel kellett hagynia az alkohollal, és kórházba kellett vonulnia. Társai elmondása szerint „a szeme olyan sárga volt, mint a banán. A dokik megmondták neki, hogy örökre le kell állnia az ivással, de nekünk persze csak annyit mondott, hogy egy évig nem nyúlhat szeszhez.” ezt követően valóban nem ivott egy évig, ekkor írta meg a következő album anyagát.

## Dalok, fogadtatás
Az albumot a kislemezen is kiadott címadó dal nyitja, egy energikus hard rock tétel, amely gyakran volt a koncertek nyitó darabja is. Az Angel from the Coast egy funk hatásokat sem nélkülöző darab, amiben nagy szerepet kap Downey dobolása. A harmadik Running Back egy könnyed, popos darab, az eredeti verzióban Roberson játszott zongorán és slide gitáron, azonban a stúdiózenész Hinkley bevonása miatt a végleges felvételekben nem vett részt. Lynott nagy kedvencének nevezte a dalt, amelyen erőteljesen érezhető Van Morrison hatása is. Hinkley később kifejtette, hogy Gorham és Robertson egyáltalán nem szerette a dalt, bár 35 évvel később Robertson elkészítette a saját verzióját, ami a 2011-es Diamonds and Dirt albumán jelent meg.
A Romeo and the Lonely Girl egy lírai hangvételű szám erőteljes blues és jazz hatásokkal, majd a Warriors ismét a keményebb, hard rock oldalt domborítja ki. A dal címe Lynott elmondása szerint utalás a kemény drogokkal harcoló zenészekre, akikre harcosként tekint a dalszerző/basszusgitáros/énekes, egy 1976-os interjúban megemlítve Jimi Hendrix és Duane Allman nevét.
Az eredeti kiadás B oldalát a The Boys Are Back in Town nyitja, egy lendületes rockdal, a zenekar legismertebb dala. A címe eredetileg GI Joe's Back In Town volt, és egy Vietnám-ból hazatérő veteránról szólt volna. Lynott azonban nem volt elégedett ezzel a verzióval, átírta a szöveget, utalva arra, hogy „mindig is úgy tekintett magára, mint aki "egy a srácok közül", nem akart különbnek látszani a közönségnél.” A Fight or Fall egy visszafogott darab, akusztikus gitárral és vidám hangulatot teremtő ritmussal. A Cowboy Song balladaként indul, majd lendületes rockdallá válik, amelyben nagy szerepet kapnak a két gitáros harmóniái. A lemezt záró Emerald szerzőjeként mind a négy tag fel van tüntetve, habár a kelta hatású riffet Lynott szerezte, Robertson és Gorham csak kiegészítették azt a harmóniagitárokkal. A harcias hangvételű dal a klánháborúkról szól, ezt támasztja alá a kemény, gitárorientált hard rock hangzás. A dal híressé vált a váltott szólóiról, Gorham elmondása szerint „az Emerald volt az első nóta, ahol Robboval egymásnak adagoltuk a szólókat. Elkezdte, én folytattam, aztán megint ő jött, majd megint én. Korábban ilyet sosem csináltunk. Annyira bejött nekünk is, meg másoknak is, hogy attól fogva jó néhány dalba beépítettük.”
A lemez egyaránt aratott kritikai és közönségsikert, sokan tartják minden idők egyik legjobb hard rock albumának.
Az AllMusic egy  "igazán kivételes albumként" nyilatkozott az anyagról, maximális pontszámmal jutalmazva. A cikk dicsérte Lynott dalszerzői tehetségét, valamint a Robertson és Gorham páros gitármunkáját, melyet a 70-es évek meghatározó hangjaként jellemezte.
Robert Christgau a Village Voice kritikusa a hasonlóságokra mutatott rá Lynott és Bruce Springsteen dalszövegei között, kifejtve, hogy Lynott lírai ötletei megletősen unalmasak, hozzátéve, hogy Gorham témái is a másodlagosság érzetét keltik.
A Classic Rock magazin is Christgau cikkére hivatkozott, hozzátéve, hogy Lynott és Springsteen is sokat köszönhet Van Morrison személyének, kifejtve, hogy Lynott az addigi legjobb formáját mutatja az anyagon.
A Sputnikmusic maximális pontszámmal jutalmazta az anyagot, amelyet a "rock and roll egyik legjobb albumaként" jellemzett, magát a zenekart pedig túlságosan alulértékeltnek nevezte.
Martin Leedham szintén klasszikusként írt az anyagról, amelyet a Black Rose: A Rock Legend mellett a legjobb Thin Lizzy albumnak nevezett. Cikkében felhívta a figyelmet arra, hogy Lynott nemcsak dal és szövegíróként érdemel figyelmet, de basszusgitárosként is.
Az albumot a Rolling Stone magazin a 13. helyre rangsorolta az "1976-os év legjobb lemezeinek" a listáján.
Az album 2011. január 24-én egy remaszterizált és bónuszokkal kibővített újrakiadást kapott. A két CD közül az első tartalmazta az eredeti lemezt, míg a második korongon a bónuszok kaptak helyet. A lemez eredeti bakelit kiadásán a hátsó borítón egy rövid történet volt látható, ami a CD-s újrakiadások némelyikén is helyet kapott. Az első kiadáson azonban tévesen 10 dalt tüntettek fel a tényleges 11 helyett, és a dalok sorrendje is tévesen volt jegyezve. A későbbi kiadásokon korrigálták a hibákat. Az első album remaszterizálása megegyező az 1996-os újrakiadáséval, míg a kettes lemez utómunkálatai 2010-ben készültek.

## Számlista
| 1. | Jailbreak                 | 4:01 |
| 2. | Angel from the Coast      | 3:03 |
| 3. | Running Back              | 3:13 |
| 4. | Romeo and the Lonely Girl | 3:55 |
| 5. | Warriors                  | 4:09 |

| 6. | The Boys Are Back in Town | 4:27 |
| 7. | Fight or Fall             | 3:45 |
| 8. | Cowboy Song               | 5:16 |
| 9. | Emerald                   | 4:03 |

### Remaszterizált kiadás
| 2. lemez | 2. lemez                                                                         | 2. lemez | 2. lemez | 2. lemez | 2. lemez | 2. lemez | 2. lemez | 2. lemez | 2. lemez |
| #        | Cím                                                                              | Hossz    |          |          |          |          |          |          |          |
| -------- | -------------------------------------------------------------------------------- | -------- | -------- | -------- | -------- | -------- | -------- | -------- | -------- |
| 1.       | The Boys Are Back in Town (remix verzió)                                         | 4:34     |          |          |          |          |          |          |          |
| 2.       | Jailbreak (remix verzió)                                                         | 4:13     |          |          |          |          |          |          |          |
| 3.       | The Boys Are Back in Town (alternatív énekkel - remix verzió)                    | 4:32     |          |          |          |          |          |          |          |
| 4.       | Emerald (remix verzió)                                                           | 4:08     |          |          |          |          |          |          |          |
| 5.       | Jailbreak (BBC felvétel, 1976. február 12.)                                      | 4:04     |          |          |          |          |          |          |          |
| 6.       | Emerald (BBC felvétel, 1976. február 12.)                                        | 3:57     |          |          |          |          |          |          |          |
| 7.       | Cowboy Song (BBC felvétel, 1976. február 12.)                                    | 5:13     |          |          |          |          |          |          |          |
| 8.       | Warriors (BBC felvétel, 1976. február 12.)                                       | 3:56     |          |          |          |          |          |          |          |
| 9.       | Fight or Fall (kibővített változat, nyers keverés)                               | 5:21     |          |          |          |          |          |          |          |
| 10.      | Blues Boy (kiadatlan stúdiófelvétel)                                             | 4:38     |          |          |          |          |          |          |          |
| 11.      | Derby Blues (a Cowboy Song egy korai élő változata, felvétel: 1975. február 11.) | 6:51     |          |          |          |          |          |          |          |
| 51:27    |                                                                                  |          |          |          |          |          |          |          |          |

## Kislemezek
- The Boys are Back in Town / Emerald – 1976. április 17.

Néhány országban (USA, Kanada) a Jailbreak szerepelt a B oldalon.
- Jailbreak / Running Back – 1976. július 30.
- Cowboy Song / Angel from the Coast (csak Kanadában és az USA-ban.)

## Zenészek
Thin Lizzy
- Phil Lynott – basszusgitár, ének, akusztikus gitár
- Scott Gorham – szóló és ritmusgitár
- Brian Robertson – szóló és ritmusgitár
- Brian Downey – dob, ütőhangszerek

Vendégzenészek
- Tim Hinkley – billentyűs hangszerek a Running Back c. dalban.

Produkció
- John Alcock – producer
- Will Reid Dick – hangmérnök
- Neil Hornby – segéd hangmérnök
- Jim Fitzpatrick – borító

## Listás helyezések
| Év   | Lista               | Pozíció |
| ---- | ------------------- | ------- |
| 1976 | RPM100 (Kanada)     | 5       |
| 1976 | Brit lemezlista     | 10      |
| 1976 | Billboard 200 (USA) | 18      |
| 1976 | Svéd lemezlista     | 21      |

| Év   | Kislemez                  | Lista                          | Pozíció |
| ---- | ------------------------- | ------------------------------ | ------- |
| 1976 | The Boys Are Back in Town | Ír kislemez lista              | 1       |
| 1976 | The Boys Are Back in Town | Brit kislemezlista             | 8       |
| 1976 | The Boys Are Back in Town | RPM100 Top kislemezek (Kanada) | 8       |
| 1976 | The Boys Are Back in Town | Billboard Hot 100 (USA)        | 12      |
| 1976 | Jailbreak                 | Brit kislemezlista             | 31      |
| 1976 | Cowboy Song               | Billboard Hot 100 (USA)        | 77      |

## Eladási minősítések
| Ország | Szervezet          | Év   | Eladás            |
| USA    | RIAA               | 1977 | Arany (+ 500,000) |
| Anglia | BPI                | 1976 | Arany (+ 100,000) |
| Kanada | Music Canada(CRIA) | 1979 | Arany (+ 50,000)  |